# Проституция в Нидерландах

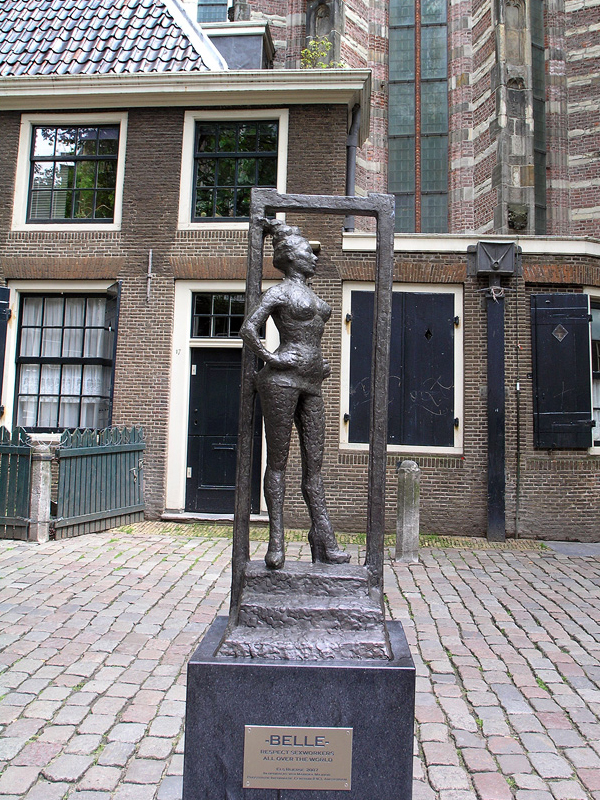
Статуя Belle перед Oude Kerk в квартале красных фонарей Амстердама. На постаменте написано: «Уважайте сексуальных работниц всего мира»

Проституция в Нидерландах является легальной деятельностью. 

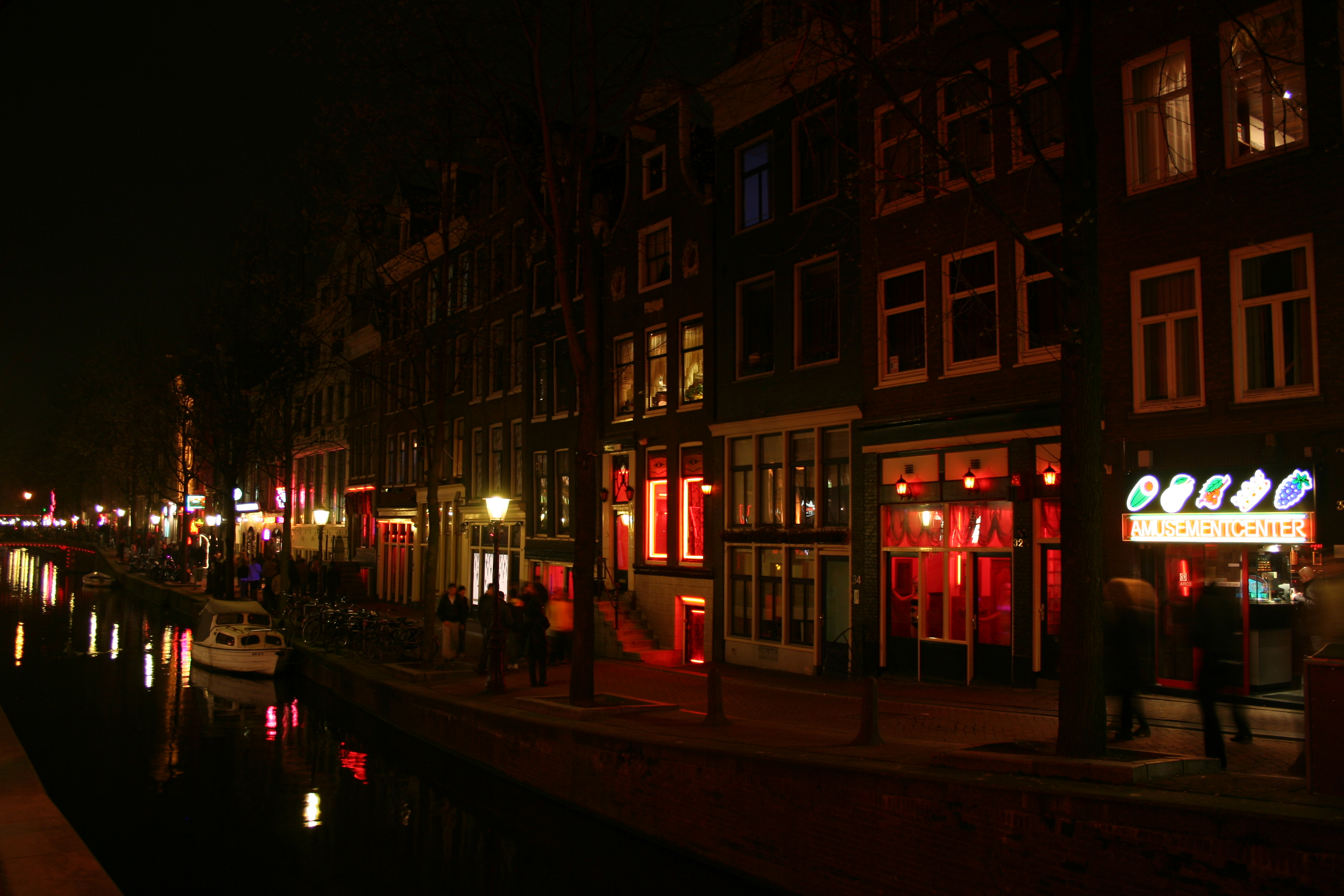
«Квартал красных фонарей» в Амстердаме (Де Валлен)

## История
Профессор женских исследований Род-Айлендского университета Донна Хьюз указывает, что Нидерланды являются одним из наиболее популярных направлений ввоза в Европу женщин для проституции, так как они являются государством, где это явление не является противозаконным (наряду с Германией).
Кроме того Хьюз обращает внимание на то, что по данным на 1995 год в Нидерландах количество секс-работниц из Украины (см. проституция на Украине) превысило число их коллег из любой другой страны, а в 1996 году Украина по этому показателю заняла второе место. Исследователи из Лейденского университета указывают, что из 25 000 женщин, занимающихся проституцией в Нидерландах, 33 % являются выходцами с Украины, а 3 % — из Российской Федерации.
На 1997 год 80 % проституирующих в стране были выходцами из других стран и 70 % не имели иммиграционных документов.
По данным МИД на 2000 год в Нидерландах работали от 20 000 до 25 000 проституток:
- 32 % из них голландского происхождения,
- 22 % из Латинской Америки,
- 19 % из Восточной Европы,
- 13 % из Африки южнее Сахары,
- 6 % из стран Евросоюза,
- 5 % приехали из Северной Африки
- и 3 % из Азии[4].

В Нидерландах ежегодно регистрируется от 1000 до 1700 жертв сексуального рабства. В 2008 году там зарегистрировано 763 женщины из Венгрии, 60 % которых было вовлечено в принудительную проституцию.

## Законодательство

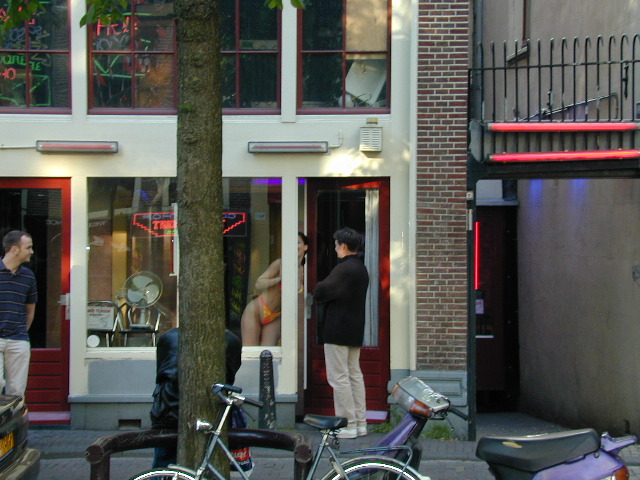
Клиент договаривается об услугах с проституткой в «районе красных фонарей» Амстердама (Де Валлен)

В 1530 году император Карл V запретил бордели, но неясно, было ли это распоряжение эффективным; по крайней мере, в некоторых городах Нидерландов, в частности, в Гааге это решение не соблюдалось.
Все лицензированные бордели Амстердама были закрыты в 1578 году после падения испанского господства.
С уничтожением независимости Нидерландов в 1810 году в стране была введена регламентация проституции по французскому образцу. После свержения французского владычества в 1813 году регламентация прекратилась. Однако введённый в действие на территории Нидерландов в 1811 году Уголовный кодекс Франции 1810 года оставался в силе до 3 марта 1881 года. Согласно этому Кодексу (статья 334), запрещалось лишь вовлечение в проституцию несовершеннолетних до 21 года, содержание борделей не наказывалось.
Закон о местных управлениях 1851 года обязал местные сообщества контролировать состояние общественной нравственности на своих территориях, что некоторыми из них использовалось для контроля над проституцией.
В 1878 году преподобный Хендрик Пирсон, директор различных благотворительных учреждений, основал Нидерландскую ассоциацию борьбы с проституцией. Он написал работу «Узаконенный порок», в которой указывал, что регламентация проституции означает узаконивание прелюбодеяния, что проституция подрывает основы семьи, а венерические заболевания — дело личной гигиены каждого, тем более что клиенты проституток почему-то врачебному осмотру не подвергаются. Движение против проституции скоро объединило людей самых разных взглядов — католиков, протестантов, феминисток, социалистов (но социалистическое движение в Нидерландах не играло большой роли). Первая женщина-доктор в Нидерландах, Алетта Якобс, тоже оценила идею и присутствовала на организованной Ассоциацией в 1889 году конференции по борьбе с проституцией.
В 1911 году статья 250bis Уголовного кодекса запретила владеть борделем или жить на доходы от проституции; сами женщины за проституцию преследованию не подвергались.
В феврале 1985 года в Амстердаме прошёл первый Мировой конгресс проституток. Конгресс был проведён по инициативе руководительницы американской организации COYOTE Маргариты Джеймс и её единомышленницы Гейл Фетерсон. На конгрессе был учреждён Международный комитет за права проституток, а также принята Хартия прав проституток по всему миру. По его стопам была учреждена общественная организация «Красная нить», поставившая себе целью добиться легализации проституции. Вскорости организация стала пользоваться поддержкой правительства. Эта организация, а также Фонд де Граафа и Фонд противодействия торговли женщинами стали основными лоббистами легализации проституции. (Фонд А. де Граафа изначально был аболиционистским, но начиная с 1970-х годов изменил свою позицию, считая, что классический тип сутенёра больше не существует).
В январе 1988 года Нидерландское правительство признало проституцию профессией. Когда в январе 1997 года Нидерланды стали председателем в Европейском союзе, правительство усилило поддержку указанных организаций, а также основанной в 1993 году Европейской сети противодействия вирусу иммунодефицита человека и заболеваниям, передающимся половым путём и продвижения здорового образа жизни среди секс-работников-мигрантов (сокращённо Тампеп). 7—8 февраля в Нордвейкерхауте проходила Европейская конференция неправительственных организаций по торговле женщинами. Там присутствовало 100 человек, большинство было сторонниками легализации или не имело чёткой позиции по вопросу, двое были аболиционистами. Были представлены «Красная нить», Фонд противодействия торговли женщинами, Фонд А. де Граафа, Тампеп и другие организации, а также нидерландское правительство.
Конференцию раскритиковали аболиционистские организации — Коалиция против торговли женщинами, Международная федерация прав человека и организация «Покончим с детской проституцией, детской порнографией и торговлей детьми» (ЭКПАТ). По их мнению, состав конференции был подобран так, как это было угодно сторонникам легализации в голландском правительстве, а все несогласные отфутболивались под предлогом нехватки мест. Соисполнительный директор первой организации, Дженис Раймонд, писала, что когда одна из участниц Тампеп из Италии задала на конференции вопрос, почему там не рассматриваются возможности выхода из проституции, ей ответили, что целью конференции является улучшение положения женщин, которые находятся внутри проституции.
1 октября 2000 года проституция легализована в Нидерландах — разрешено открывать публичные дома. Проститутки должны иметь медицинскую справку.
Многие годы власти утверждали, что легализация борделей — это решение всех проблем, связанных с секс-индустрией. В 2007 году мэр Амстердама Йоб Кохен признал, что легализация была ошибкой:
Мы хотим частично отменить её, особенно в плане эксплуатации женщин в секс-индустрии. В последнее время мы получаем все больше и больше сигналов о том, что насилие в этой области все еще продолжается
Согласно заявлению мэра Амстердама, несмотря на то, что проституция здесь легализована, в центре города «предоставляется слишком много сексуальных услуг», что «притягивает криминал, в частности, торговлю людьми и сексуальную эксплуатацию».
Ещё 47 публичных домов были закрыты мэром Эберхардом ван дер Ланом 19 сентября 2014 года, опять-таки в связи с борьбой с торговлей людьми.

## Мнения
Считается, что именно Голландия преуспела в этом вопросе и её опыт едва ли не показательный. В этой стране женщины и мужчины, зарабатывающие на жизнь своим телом, получили равные права со всеми остальными работающими гражданами. Они платят налоги, а взамен получают право на медицинскую страховку, накопительную пенсию и отпускные.